# Guido Guerra III Guidi
Guido Guerra III Guidi (... - 1213) est un condottière et homme politique italien, membre de la famille des comtes Guidi, fils du comte Guido Guerra II (it) et d'Adelaita.

## Biographie
Guido Guerra III il Vecchio perd rapidement son père et passe sous la tutelle de sa tante Sofia (vers 1115-1210), abbesse de Pratovecchio. Homme d'armes, il participe en 1158 au siège de Milan. Il combat en Toscane aux côtés des Pisans et des Siennois contre Florence et Lucques. En 1162, il est de nouveau à Milan, assiégée par Frédéric Barberousse. En 1164, l'empereur lui délivre un diplôme, et en 1166, au château de Mogliana, Béatrice de Bourgogne, femme de Barberousse, accouche de son fils Conrad. Il soutient toujours l'empereur, combattant en Romagne et dans le Mugello, défendant ses fiefs contre les Florentins. Lorsque Otton IV de Brunswick descend en Italie en 1209, Guido Guerra va à sa rencontre.
Il meurt en 1213.

## Descendance
Il se marie en premières noces avec Agnès, fille de Guglielmo V, marquis de Montferrat.
En secondes noces, vers 1180, Guido Guerra épouse la florentine Gualdrada Berti, fille de Bellincione Berti, avec qui ils ont sept enfants. Les fils sont à l'origine de certaines branches de la famille Guidi :
- Ruggero (?-1225), sans descendance ;
- Guido (it)(1196-1239), épouse Giovanna Pallavicino et est à l'origine de la branche de Bagno, d'où dérive la branche de Mantoue ;
- Marcovaldo (?-1229), épouse Beatrice degli Alberti (?-1278) et est à l'origine de la branche de Dovadola ;
- Aghinolfo (?-1247), épouse Agnese Fieschi et est à l'origine de la branche de Romena ;
- Teudegrimo (Teugrimo) (?-1270), épouse Albiera (?-1254) de Tancredi de Sicile et est à l'origine de la branche de Modigliana ;
- Imilia, épouse Guido Traversari de Ravenne ;
- Gualdrada, épouse Alberto, des comtes Alberti de Mangona.